# Горячие Ключи (Курильский городской округ)
Горя́чие Ключи́ — посёлок на острове Итуруп. Согласно административно-территориальному делению России, контролирующей Итуруп, посёлок расположен в Курильском городском округе Сахалинской области России.

## История
В середине XVIII века население Курильских островов приняло подданство Российской Империи. В результате незаконного захвата Южных Курильских островов и Южной части Сахалина, до 1945 года территория острова Итуруп временно принадлежала японскому губернаторству Хоккайдо.
В 1994 году посёлок затронуло Шикотанское землетрясение. При разрушении военного госпиталя в посёлке погибло 8 человек (что больше, чем на самом Шикотане).
В 2004 году преобразовано из посёлка в село Горячие Ключи.

## Население
| 2002 | 2010  | 2021  |
| ---- | ----- | ----- |
| 1767 | ↗2025 | ↗2030 |

По переписи 2002 года, население — 1767 человек (1268 мужчин, 499 женщин). Преобладающая национальность — русские (70 %).

## 18-я дивизия
На территории села дислоцируется 18-я пулемётно-артиллерийская дивизия. 4 февраля 2011 года МО РФ Анатолий Сердюков посетил дивизию. 9 февраля президент РФ Дмитрий Медведев заявил о том, что присутствие России на Курилах будет укреплено, и в дивизию поступит новейшее вооружение. 21 февраля заместитель МО РФ Владимир Поповкин заявил, что «на вооружение дислоцированной на Курильских островах 18-й пулемётно-артиллерийской дивизии поступит самая современная техника».
Командование
Командиры дивизии:
- полковник Морозов, Иван Сергеевич (1976—1979)
- генерал-майор Мельничук, Фёдор Иванович (1979—1981)
- полковник Костенко Анатолий Иванович (1981—1984)[14].
- полковник Ситников В. И. (1984—1986)
- полковник Подашев В. Б. (1986—1988)
- генерал-майор Калышев Николай Ильич (1988—1990)
- генерал-майор Хлопцев В. В. (1990—1991)
- генерал-майор Ениватов В. Г. (1991—1994)
- генерал-майор Журавлёв С. Л. (1994—1996)
- генерал-майор Гусев В. Г. (1996—1998)
- генерал-майор Курликов Александр Викторович (1998 — ноябрь 2002)[15].
- генерал-майор Козлов Владимир Александрович (ноябрь 2002 — май 2007)[16]
- полковник Асапов Валерий Григорьевич (май 2007 — июнь 2010)
- полковник Кирси, Павел Валентинович (июнь 2010 — июнь 2011)[17].
- генерал-майор (с 11 июня 2014) Краев Дмитрий Владимирович (июнь 2011 — январь 2015)[17].